# Telegrame (film)
Telegrame este un film de comedie românesc din 1960, regizat de Gheorghe Naghi și Aurel Miheleș după schița „Telegrame” de I.L. Caragiale. A fost nominalizat la premiul Palme d’Or al Festivalului Internațional de Film de la Cannes din 1960.

## Distribuție
- Grigore Vasiliu-Birlic — Costăchel Gudurău, avocat, fost deputat
- Costache Antoniu — Antonache Pamfil, avocatul statului
- Jules Cazaban — Iordăchel Gudurău, mare proprietar, fratele lui Costăchel
- Remus Comăneanu — generalul Grigorașcu
- Alexandru Giugaru — procurorul Tribunalului județean
- Nicky Atanasiu — Raul Grigorașcu, directorul prefecturii
- Marcel Anghelescu — Popic, curierul procuraturii
- Nicolae Neamțu-Ottonel — nenea Iorgu, prim-ministrul României
- Ștefan Ciubotărașu — patronul cafenelei
- Alexandru Ionescu-Ghibericon — capelmaistrul fanfarei militare (menționat Al. Ghibericon)
- Carmen Stănescu — Atenaisa Perjoiu, fosta soție a lui Albert Gudurău
- Alexandru Lungu — măturătorul
- Ovid Teodorescu — Albert Gudurău, fostul soț al Atenaisei, nepotul lui Costăchel
- Mircea Șeptilici — ministrul justiției
- Florin Vasiliu — dl. Turturel, corespondent local al ziarului Aurora Română
- Horia Șerbănescu — Jenică, șeful de cabinet al prim-ministrului
- Vasilica Tastaman — demoazela amorezată de Turturel
- Ion Antonescu Cărăbuș (menționat I. Antonescu Cărăbuș)
- Mișu Fotino — „Clo-Clo”, ministrul de interne
- Fory Etterle — ministru
- Nineta Gusti — matroana
- Gheorghe Măruță
- Nucu Păunescu — un jucător de biliard
- Dem Rădulescu — alt jucător de biliard
- Dorina Done — nevasta procurorului
- Natașa Alexandra — madam Violeta, proprietara florăriei „La Dama cu Camelii”
- Mircea Constantinescu
- Tanți Căpățână
- Radu Dunăreanu
- Ștefan Iordănescu-Bruno
- Horia Căciulescu — vardistul Zapcianu
- Ion Ulmeni
- Gheorghe Gâmă
- Ion Anastasiad
- Marcel Enescu
- Dem. Hagiac
- Mircea Balaban — ministru
- Coty Hociung
- Gheorghe Cărare
- Draga Olteanu — nevasta indignată de comportamentul Atenaisei
- Coca Andronescu — fiica procurorului
- Puica Stănescu
- Isabela Podbereschi
- Arcadie Donos
- Paul Zbrențea
- George Conabie
- Ion Popescu-Lac — șeful de cabinet al ministrului justiției
- Mihai Mereuță — servitorul generalului

## Primire
Filmul a fost vizionat de 4.124.150 de spectatori în cinematografele din România, după cum atestă o situație a numărului de spectatori înregistrat de filmele românești de la data premierei și până la data de 31 decembrie 1989 alcătuită de Centrul Național al Cinematografiei.